# Лоуренс, Джеффри
Джеффри Лоуренс, 3-й барон Треветин, 1-й барон Окси (англ. Geoffrey Lawrence, 3rd Baron Trevethin, 1st Baron Oaksey; 2 декабря 1880, Поуис — 28 августа 1971, Малмсбери) — британский юрист, судья; выпускник оксфордского Нью-колледжа; майор артиллерии в годы Первой мировой войны, служил во Франции — получил орден «За выдающиеся заслуги»; судья в Апелляционном суде Англии и Уэльса с 1944 года.

## Биография
Семья Лоуренса происходила из Билт Уэллса в Радноршире. Джеффри Лоуренс был младшим сыном лорда Треветина, бывшего лордом главным судьей Англии в 1921—1922 годах. Джеффри Лоуренс учился в Хейлибери (где учился Клемент Эттли) и в Новом колледже в Оксфорде.
26 сентября 1914 года Джеффри был назначен младшим лейтенантом в Территориальные силы Королевской полевой артиллерии (2-я восточно-английская бригада). 20 ноября 1914 г. его повысили до звания лейтенанта. Он служил во Франции в Королевской артиллерии, дважды упоминался в депешах и в 1918 году в ранге майора был награждён Орденом «За выдающиеся заслуги» (DSO). После окончания войны и вплоть до 1937 года продолжал служить в Территориальной армии.
Являлся главным британским судьей во время Нюрнбергского процесса и председателем всего трибунала (1945—1946).
13 января 1947 года он был возведен в звание пэра как барон Оакси  из Оакси в графстве Уилтшир. В 1959 году он стал преемником своего старшего брата, Чарльза Тревора Лоуренса, 2-го барона Тревесина (1879—1959), в качестве 3-го барона Тревесина, хотя он по-прежнему был известен как лорд Оакси.

## Работы
- Report of the Committee on Police Conditions of Service, 1949.